# WECエナジー・グループ
WECエナジー・グループ（WEC Energy Group）は、ウィスコンシン州ミルウォーキーに本社を置き、4州にわたり440万人の顧客に電気と天然ガスを供給しているアメリカ合衆国の企業である。

## 関連会社

### ウィスコンシン州
- ウィスコンシン州電力とウィスコンシン州ガスの総称であるウィーエナジーズは、ウィスコンシン州の顧客に電気と天然ガスを供給している。
- Wisconsin Public Service Corporation はウィスコンシン州北東部と北中部の顧客に電気と天然ガスを提供している。
- Bluewater Gas StorageはWe EnergiesとWisconsin Public Serviceに天然ガスの貯蔵と中継業務を提供している。
- WEC Infrastructure社は発電所の設計、建設、所有を行っている。
- ウィスパーク社は、不動産、工業／オフィスビル、都市再開発事業の開発と投資を行っている。
- ウィスコンシン・リバー・パワー社は、WECエナジー・グループが50％、アライアント・エナジー社が残り50％を所有。[3]

### イリノイ州
- Peoples Energy社はシカゴ市内の顧客に天然ガスを供給している。
- North Shore Gas社はシカゴ北部郊外の顧客に天然ガスを供給している。

### ミネソタ州
- ミネソタ・エナジー・リソーシズ・コーポレーションは、ミネソタ州の顧客に天然ガスを供給している。

### ミシガン州
- Michigan Gas Utilities Corporation はミシガン州下部の顧客に天然ガスを供給している。
- アッパー・ミシガン・エネルギー・リソース社は、ミシガン州アッパー半島の顧客に電気と天然ガスを供給している。

## 歴史

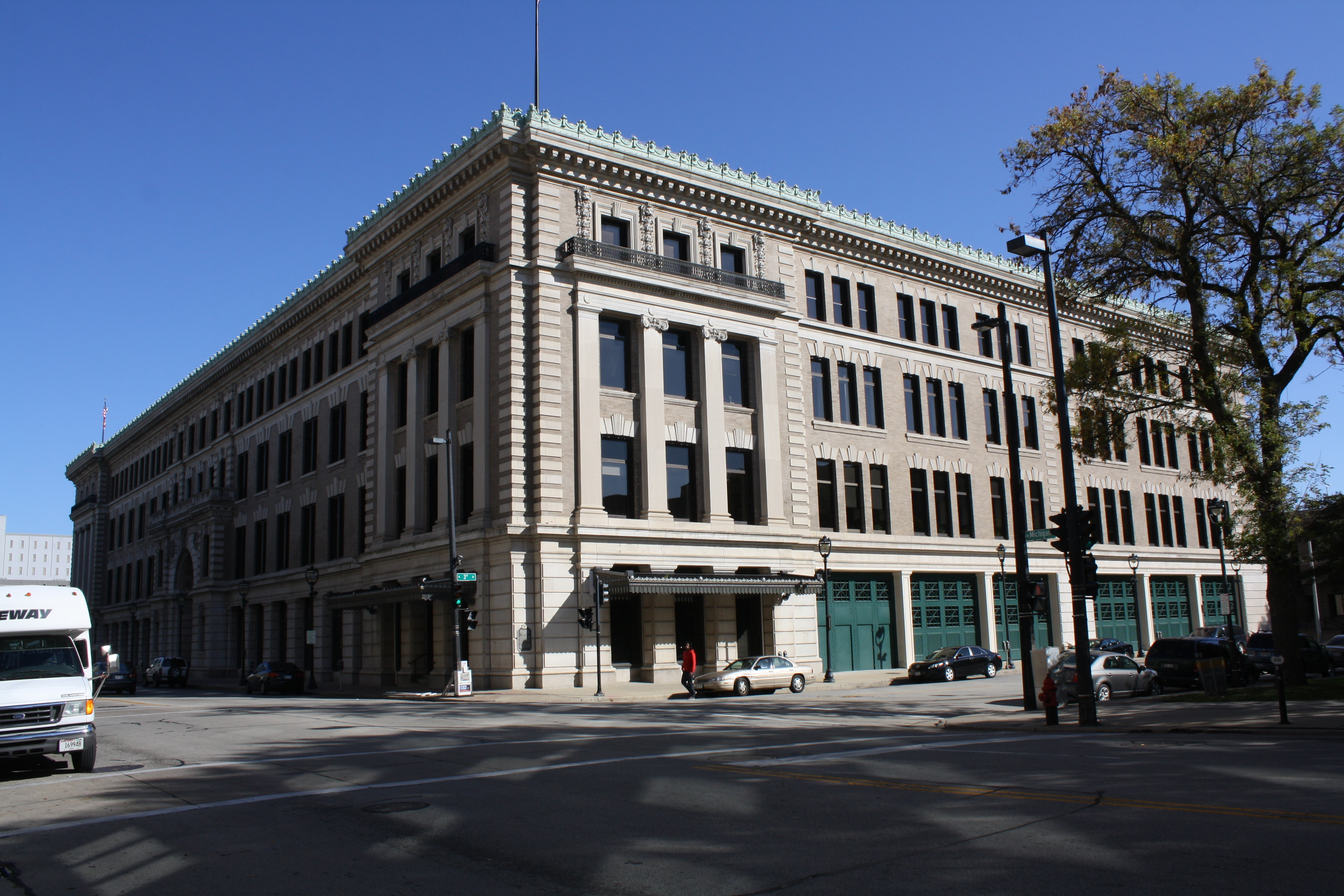
ミルウォーキーにある本社

- 1896年 ウィスコンシン州南東部の12,000平方マイル（31,000km2）に都市間鉄道サービスを提供するため、ノース・アメリカン・カンパニーの子会社としてミルウォーキー・エレクトリック・レイルウェイ・アンド・ライト・カンパニーが設立された。やがて同社は、都市間鉄道の電力に不要な電力を個人や企業に販売するようになった。
- 1919年 ミルウォーキーの市街地にある同社のEast Wells発電所（当時はOneida Street Station）で実験が行われ、微粉炭の使用により発電経費が削減され、燃料も節約できることが証明された。
- 1921年 ウィスコンシン州セント・フランシスにレイクサイド発電所を建設・運営するため、ノース・アメリカン社によってウィスコンシン電力会社が設立される。レイクサイドは微粉炭のみを燃焼する世界初の発電所であった。
- 1935年 ポート・ワシントン発電所の80メガワットユニット5基のうち、最初の1基が稼動。1935年から1948年まで、ポート・ワシントンは世界で最も効率的な石炭燃料発電所であった。
- 1938年 ミルウォーキー・エレクトリック・レールウェイ・アンド・ライトがウィスコンシン・エレクトリックに合併。
- 1941年 ウィスコンシン・エレクトリック社は、ノース・アメリカン社傘下にあったウィスコンシン・ガス＆エレクトリック社とウィスコンシン・ミシガン・パワー社を買収。
- 1946年 ウィスコンシン・エレクトリック社はノースアメリカン社から独立。[4]
- 1953年 ウィスコンシン・エレクトリック社がオーククリーク発電所で最初の120メガワットユニットを稼働。1968年までに7つのユニットが完成。
- 1970年 ウィスコンシン・エレクトリック社の908メガワット、ポイントビーチ原子力発電所が運転を開始。

- 1980年 ウィスコンシン・エレクトリック社がプレザント・プレーリーに580メガワットの1号機を設置。1985年に2基目が追加された。

- 1987年 ウィスコンシン・エナジー社は持株会社ウィスコンシン・エナジー・コーポレーションに改組、ウィスコンシン・エレクトリック、ウィスパーク、ウィスベスト、ウィテックを子会社とする。
- 1994年 ウィスコンシン・エナジー社はレイクジェネバを拠点とするウィスコンシン・サザン・ガス社を買収し、ウィスコンシン・ナチュラル社に合併。
- 1998年 ミシガン州スーセントマリーを拠点とするエジソン・ソー・エレクトリック社の親会社イーセルコ（ESELCO）を買収。
- 2000年 ウィスコンシン・ガスの持ち株会社WICORがウィスコンシン・エナジーの傘下に入り、ウィスコンシン州最大の電気・天然ガス会社が誕生。同社はまた、70億米ドルを投資して5つの発電所を新設し、既存の発電所をアップグレードし、配電システムを改善する10年計画を発表。
- 2001年 ウィスコンシン州の主要電力会社により、米国初の複数州にまたがる全送電事業者であるアメリカン・トランスミッション社が設立され、ウィスコンシン・エレクトリック社は新会社の株式と引き換えに送電線の所有権をアメリカン・トランスミッション社に譲渡。
- 2002年 ウィスコンシン・エレクトリック社とウィスコンシン・ガス社がウィ・エナジー社として事業を開始。
- 2004年 ウィスコンシン・エナジー社は、非中核事業の売却戦略の一環として、WICORの非エネルギー資産を8億5,000万米ドルで売却。
- 2005年 オーククリーク発電所で615メガワット石炭火力発電所2基の建設開始。同年、ポート・ワシントン発電所で545メガワットの天然ガス焚きユニット2基のうち最初の1基が商業運転を開始。
- 2007年 ウィスコンシン・エナジー社がポイント・ビーチ原子力発電所をFPLエナジー社に約9億2,400万米ドルで売却。
- 2008年 ウィスコンシン州フォンデュラック郡にある10,600エーカー（43 km2）の土地に88基のタービン（145メガワット容量）を設置したブルースカイ・グリーンフィールド風力発電所の操業を開始。
- 2009年 ウィスコンシン州コロンビア郡でグレイシャー・ヒルズ・ウィンド・パークの建設・運営承認を取得。また、ウィスコンシン州ロスチャイルドのドムター製紙工場にバイオマス発電施設を建設する計画を発表。
- 2010年 オーククリークの拡張用地にある2基の615メガワット石炭燃料ユニットのうち、1基目が2月2日に商業運転を開始。Wisconsin EnergyはEdison Sault Electric CompanyのCloverland Electric Cooperativeへの売却を完了。5月、コロンビア郡のグレイシャー・ヒルズ・ウインド・パークの建設開始。
- 2011年 オーククリーク拡張サイトの615メガワット石炭燃料ユニット2基のうち2基目が1月12日に商業運転を開始。ウィスコンシン州ランドルフとスコットの町で90基のタービンの運転を開始。
- 2013年 ウィスコンシン州ロスチャイルドで50メガワットのバイオマス・ベースのコージェネレーション設備が商業運転を開始。
- 2014年 ウィスコンシン・エナジー社は、ピープルズガス、ノースショアガス、ウィスコンシン・パブリック・サービスの親会社であるインテグリス・エナジー・グループを91億ドルで買収すると発表。[5]
- 2015年 インテグリス・エナジー・グループの買収を91億ドルで完了。[6]
- 2017年 WECエナジーグループがミシガン州を拠点とするBluewater Gas Storage社を買収し、ウィスコンシン州におけるWECエナジーグループの天然ガス配給会社の貯蔵需要の約3分の1を賄う。[7]

## プライマジー社との合併
1995年5月3日、ウィスコンシン・エナジー・コーポレーションとノーザン・ステーツ・パワー・カンパニー（NYSE:NSP）は、それぞれ証券取引委員会Form 8-Kを提出し、対等合併によりプライマジー・コーポレーションを設立した。この合併は、当時の時価総額約60億米ドルに基づく、米国で10番目に大きい投資家所有の電気・ガス事業会社となるはずであった。NSPは名目上の存続会社となり、合併会社の本社はミネアポリス（旧NSPの本社）に置かれるが、合併会社はウィスコンシン州で登記されることになる。
1997年5月16日、両CEOは、米司法省、証券取引委員会（SEC）、ミネソタ州とウィスコンシン州の規制当局による承認の遅れを理由に、両社の取締役会が合併計画を中止したと発表した。両社はまた、規制当局が両社の申請を検討する中で合併方針を変更しつつあり、これ以上の遅延はPrimergy社との合併の利益を減少させると述べた。
この遅れにより、合併はすでに予定より5ヵ月遅れ、両公社はそれまでに合計5,800万米ドルの利益を減少させた。さらに、ウィスコンシン・エナジー社の株価は、取引が発表された1995年初めから約13％下落し、NSP社の株価は6％上昇していた。この事件は、それまで続いていた急速な合併・買収のペースに終止符を打ち、公益事業業界における試金石と見なされた。